# محمد تقی‌زاده منظری
محمد تقی‌زاده منظری سیاست‌مدار ایرانی بود، که در دوره بیست و چهارم مجلس شورای ملی بعنوان نماینده رشت از استان گیلان در مجلس شورای ملی حضور داشت.